# Felicia deserti
Felicia deserti là một loài thực vật có hoa trong họ Cúc. Loài này được Schltr. ex Grau mô tả khoa học đầu tiên năm 1973.